# Bremen (Kentucky)
Bremen es una ciudad ubicada en el condado de Muhlenberg en el estado estadounidense de Kentucky. En el Censo de 2010 tenía una población de 197 habitantes y una densidad poblacional de 204,02 personas por km².

## Geografía
Bremen se encuentra ubicada en las coordenadas 37°21′48″N 87°13′3″O / 37.36333, -87.21750. Según la Oficina del Censo de los Estados Unidos, Bremen tiene una superficie total de 1.55 km², de la cual 1.55 km² corresponden a tierra firme y (0%) 0 km² es agua.

## Demografía
Según el censo de 2010, había 197 personas residiendo en Bremen. La densidad de población era de 204,02 hab./km². De los 197 habitantes, Bremen estaba compuesto por el 98.48% blancos, el 0.51% eran afroamericanos, el 0.51% eran amerindios, el 0% eran asiáticos, el 0% eran isleños del Pacífico, el 0% eran de otras razas y el 0.51% pertenecían a dos o más razas. Del total de la población el 3.05% eran hispanos o latinos de cualquier raza.